# Trisetum velutinum
Trisetum velutinum är en gräsart som beskrevs av Pierre Edmond Boissier. Trisetum velutinum ingår i släktet glanshavren, och familjen gräs. Inga underarter finns listade i Catalogue of Life.